# Station Krotoszyn Wąskotorowy
Station Krotoszyn Wąskotorowy is een spoorwegstation in de Poolse plaats Krotoszyn.